# 山神明理
山神 明理（やまがみ あかり、1988年9月20日（36歳）- ）は、気象予報士・防災士。かつては主にNHKの気象情報に、その後もテレビの情報番組に出演する。セント・フォース所属。

## 略歴・人物
香川県仲多度郡満濃町（現・まんのう町）出身。
私立大手前丸亀中学・高等学校を経て、京都女子大学発達教育学部教育学科（音楽教育学専攻）に入学する。小さい頃から植物が好きで、食べることも好きで、食べられる草を探していた。通学の折に、カラスノエンドウについて調べるため書店に入り、「自然」のコーナーに向かったところ、気象予報士の本があった。読んでみるとこれが面白く、ハマってしまい気象に関する仕事なら何でもやってみたいと思うようになる。2010年に気象予報士試験に合格する。
小学校教諭および中学校・高等学校の音楽科教諭の免許を取得しており、同大卒業後は東京都新宿区の小学校教諭を務める。教諭となってからも天気に関心を抱き続け、朝の会でも天気に関して話すことが楽しかった。子どもたちとの生活を送る中で、その一生懸命に学ぶ姿に触れ、自分ももっと学びたい。挑戦したいと思い、気象会社を受け入社する。
気象会社在職中はテレビ局向けの気象情報の原稿執筆や、データ放送の仕様の決定などを手がけた後、テレビ出演もこなすようになり、2014年、日本海テレビのニュース番組『エブリワン』の気象コーナーに千葉県幕張より中継で（ウェザーニューズ所属）出演した。
気象コーナーを担当し、自分で伝えられる楽しさを知り、NHK大阪放送局の気象キャスターオーディションを受け合格。2016年から2017年度の『NHKニュースおはよう関西』、『ぐるっと関西おひるまえ』で気象キャスターに起用される。
2018年度から2020年度まで『NHKニュースおはよう日本』で全国の気象情報を担当。
2016年に防災士の資格を取得している。
2021年度から『ニュース シブ5時』の気象コーナー担当となり、2021年12月13日より、平野有海の第2子妊娠に伴う降板の後任として月曜から水曜の『NHKニュース7』の気象情報を兼務で担当となった。
2023年4月、セント・フォースに所属すると共に、同月から番組開始となる『DayDay.』（日本テレビ）の気象担当（月曜 - 水曜）であることも発表された。

## 出演
凡例：☆印は現在出演中
- NHKニュースおはよう関西（NHK大阪、2016年度 - 2017年度）
- ぐるっと関西おひるまえ（NHK大阪、2016年度 - 2017年度）
- NHKニュースおはよう日本（NHK総合、平日・2018年度 - 2020年度）
- ニュース シブ5時（NHK総合、2021年度）
- 首都圏ニュース845（NHK総合、2021年度）（不定期）
- 連続テレビ小説 おかえりモネ（NHK総合、2021年9月14日） - 審査員 役
- NHKニュース7（NHK総合、2021年12月13日 - 2022年3月30日【月 - 水】）
- DayDay.（日本テレビ、2023年4月3日 - 2024年12月25日【月 - 水】） - お天気キャスター